# Gibraltar Second Division 2013-14
La Gibraltar Second Division 2013-14 tuvo la participación de 12 equipos, fue la edición nº 98 desde su fundación en 1909. El primer partido del torneo fue el 1 de octubre de 2013 y terminó el 5 de mayo de 2014.
El campeón del torneo fue el Britannia XI, tras obtener la mayor puntuación acumulada en el Torneo, ascendió a la Gibraltar Football League 2014/15, además fue su primer título en la segunda división.

## Equipos participantes

### Ascensos y descensos
| Posición  | Ascendidos de la Third Division 2012/13 |
| --------- | --------------------------------------- |
| Ascendido | Mons Calpe                              |
| Ascendido | Olympique                               |
| Ascendido | Magpies                                 |

| Pos | Ascendidos a la Football League 2013/14 |
| --- | --------------------------------------- |
| 1º  | College Europa                          |
| 2º  | Gibraltar Phoenix                       |

| Prom          | Descendidos a la Third Division 2013/14 |
| ------------- | --------------------------------------- |
| Descalificado | Chelsea FC                              |

## Tabla acumulada
| Pos. | Equipo          | J  | G  | E | P  | GF | GC | DG  | Pts    | Clasificación                         |
| ---- | --------------- | -- | -- | - | -- | -- | -- | --- | ------ | ------------------------------------- |
| 1°   | Britannia XI    | 22 | 16 | 1 | 5  | 55 | 25 | +30 | 49     | Asciende a la Football League 2014/15 |
| 2°   | Mons Calpe      | 22 | 13 | 3 | 6  | 50 | 29 | +21 | 42     | Play-Off de Relegación                |
| 3°   | Olympique       | 22 | 11 | 6 | 5  | 48 | 41 | +7  | 39     |                                       |
| 4°   | Pegasus         | 22 | 11 | 3 | 8  | 48 | 37 | +11 | 36     |                                       |
| 5°   | Lions Pilots    | 22 | 9  | 7 | 6  | 39 | 33 | +6  | 34     |                                       |
| 6°   | Boca Juniors    | 22 | 9  | 7 | 6  | 32 | 29 | +3  | 34     |                                       |
| 7°   | F.C. Hound Dogs | 22 | 8  | 7 | 7  | 28 | 23 | +5  | 31     |                                       |
| 8°   | Magpies         | 22 | 7  | 6 | 9  | 44 | 50 | -6  | 27     |                                       |
| 9°   | Leo Parrilla    | 22 | 6  | 6 | 10 | 30 | 43 | -13 | 24     |                                       |
| 10°  | Red Imps        | 22 | 5  | 3 | 14 | 36 | 45 | -9  | 18     |                                       |
| 11°  | Sporting F. C.  | 22 | 5  | 2 | 15 | 31 | 59 | -28 | 17 (1) |                                       |
| 12°  | Cannons         | 22 | 4  | 5 | 13 | 37 | 64 | -27 | 17 (1) |                                       |

### Play-Off de relegación
Fue disputado en partidos de ida y vuelta entre el St. Joseph's (penúltimo de la Tabla Acumulada) y Mons Calpe SC (subcampeón de la Gibraltar Second Division 2013/14). St. Joseph's ganó 2-0 y mantuvo la categoría.

| Ida; 18 de mayo de 2014 | St. Joseph's                    | 2-0 | Mons Calpe | Estadio Victoria, |  |
|                         | Nathan Santos · Bruninho Araújo |     |            |                   |  |

| Bandera del Britannia XI |
| Campeón                  |
| Britannia XI 1º título   |